# Пассен
Пассе́н (фр. Passins) — колишній муніципалітет у Франції, у регіоні Овернь-Рона-Альпи, департамент Ізер. Населення — 1134 осіб (2011).
Муніципалітет був розташований на відстані близько 430 км на південний схід від Парижа, 50 км на схід від Ліона, 65 км на північний захід від Гренобля.

## Історія
До 2015 року муніципалітет перебував у складі регіону Рона-Альпи. Від 1 січня 2016 року належав до нового об'єднаного регіону Овернь-Рона-Альпи.
1 січня 2017 року Пассен і Арандон було об'єднано в новий муніципалітет Арандон-Пассен.

## Демографія
Динаміка населення (INSEE ):
Розподіл населення за віком та статтю (2006):
| Стать | Всього | До 15 років | 15-24 | 25-44 | 45-64 | 65-85 | Понад 85 |
| --- | ------ | ----------- | ----- | ----- | ----- | ----- | -------- |
| Чоловіки | 472    | 121         | 33    | 169   | 112   | 37    | 0        |
| Жінки | 434    | 96          | 33    | 124   | 128   | 45    | 8        |
| \| Статево-вікова піраміда \| Статево-вікова піраміда \| Статево-вікова піраміда \| \| ----------------------- \| ----------------------- \| ----------------------- \| \| Чоловіки \| Вік \| Жінки \| \| 0 \| 85 + \| 8 \| \| 0 \| 80-84 \| 12 \| \| 4 \| 75-79 \| 0 \| \| 12 \| 70-74 \| 21 \| \| 21 \| 65-69 \| 12 \| \| 29 \| 60-64 \| 49 \| \| 29 \| 55-59 \| 21 \| \| 29 \| 50-54 \| 33 \| \| 25 \| 45-49 \| 25 \| \| 41 \| 40-44 \| 29 \| \| 41 \| 35-39 \| 37 \| \| 46 \| 30-34 \| 42 \| \| 41 \| 25-29 \| 16 \| \| 8 \| 20-24 \| 25 \| \| 25 \| 15-20 \| 8 \| \| 37 \| 10-14 \| 29 \| \| 54 \| 5-9 \| 34 \| \| 30 \| 0-4 \| 33 \| |        |             |       |       |       |       |          |
| Статево-вікова піраміда |        |             |       |       |       |       |          |
| Чоловіки | Вік    | Жінки       |       |       |       |       |          |
| 0 | 85 +   | 8           |       |       |       |       |          |
| 0 | 80-84  | 12          |       |       |       |       |          |
| 4 | 75-79  | 0           |       |       |       |       |          |
| 12 | 70-74  | 21          |       |       |       |       |          |
| 21 | 65-69  | 12          |       |       |       |       |          |
| 29 | 60-64  | 49          |       |       |       |       |          |
| 29 | 55-59  | 21          |       |       |       |       |          |
| 29 | 50-54  | 33          |       |       |       |       |          |
| 25 | 45-49  | 25          |       |       |       |       |          |
| 41 | 40-44  | 29          |       |       |       |       |          |
| 41 | 35-39  | 37          |       |       |       |       |          |
| 46 | 30-34  | 42          |       |       |       |       |          |
| 41 | 25-29  | 16          |       |       |       |       |          |
| 8 | 20-24  | 25          |       |       |       |       |          |
| 25 | 15-20  | 8           |       |       |       |       |          |
| 37 | 10-14  | 29          |       |       |       |       |          |
| 54 | 5-9    | 34          |       |       |       |       |          |
| 30 | 0-4    | 33          |       |       |       |       |          |

## Економіка
2010 року серед 691 особи працездатного віку (15—64 років) 530 були активними, 161 — неактивною (показник активності 76,7%, у 1999 році було 77,8%). З 530 активних мешканців працювала 461 особа (256 чоловіків та 205 жінок), безробітними було 69 (26 чоловіків та 43 жінки). Серед 161 неактивної 39 осіб було учнями чи студентами, 80 — пенсіонерами, 42 були неактивними з інших причин.

У 2010 році в муніципалітеті числилось 416 оподаткованих домогосподарств, у яких проживали 1091,5 особи, медіана доходів виносила 18 526 євро на одного особоспоживача